# Astrangia howardi
Astrangia howardi är en korallart som beskrevs av John Wyatt Durham och Barnard 1952. Astrangia howardi ingår i släktet Astrangia och familjen Rhizangiidae. Inga underarter finns listade i Catalogue of Life.